# Okres Imboden
Okres Imboden (německy Region Imboden) je jedním z 11 okresů kantonu Graubünden ve Švýcarsku, které vznikly v důsledku územní reformy k 1. lednu 2016.
Nachází se v něm převážně obce v údolí Rýna.

## Seznam obcí
| Znak       | Název obce | Počet obyvatel (31. 12. 2022) | Rozloha (km²) | Hustota zalidnění (obyv./km²) |
| ---------- | ---------- | ----------------------------- | ------------- | ----------------------------- |
| Bonaduz    | Bonaduz    | 3493                          | 14,40         | 241                           |
| Domat/Ems  | Domat/Ems  | 8199                          | 24,22         | 337                           |
| Felsberg   | Felsberg   | 2781                          | 13,40         | 297                           |
| Flims      | Flims      | 2917                          | 50,50         | 58                            |
| Rhäzüns    | Rhäzüns    | 1612                          | 13,37         | 120                           |
| Tamins     | Tamins     | 1205                          | 40,74         | 30                            |
| Trin       | Trin       | 1488                          | 47,17         | 31                            |
| Celkem (7) | Celkem (7) | 21 695                        | 203,80        | 105                           |